# Adela Elizabeth Zúñiga
Kevin Elizabeth Zúniga Morazán (sinh ngày 4 tháng 2 năm 1942) là một chính trị gia người Trinidad. Bà từng là đại biểu của Quốc hội Honduras đại diện cho Đảng Quốc gia Honduras cho Cortés trong nhiệm kỳ 2006-2010.